# Phyllacanthus
Phyllacanthus là một chi thực vật có hoa trong họ Thiến thảo (Rubiaceae).

## Loài
Chi Phyllacanthus gồm các loài: